# Packard Twelve
Packard Twelve är en lyxbil, tillverkad av den amerikanska biltillverkaren Packard mellan 1932 och 1939. 

## Bakgrund
Under det glada 1920-talet fastställde Packard sin position som USA:s främsta lyxbilstillverkare med sina framgångsrika åttacylindriga modeller. I slutet av årtiondet experimenterade Packard med framhjulsdrivna prototyper med V12-motor men när Cadillac startade trenden med flercylindriga lyxbilar 1930 kom motorn till användning i en mer traditionell bil.

## Packard Twelve
När Packard presenterade sin tolvcylindriga bil 1932 kallades den ”Twin Six”, likt den första tolvcylindriga modell företaget tillverkat mellan 1916 och 1923. Den delade karosser och chassi med de största åttacylindriga modellerna. Det innebar att bilen hade  stela axlar fram och bak upphängda i längsgående bladfjädrar och mekaniska bromsar. Motorn hade sidventiler och 67° vinkel mellan motorblocken. Priserna låg drygt $100 över motsvarande åtta, men skillnaden ökade med åren.
Till 1933 bytte modellserien namn till Packard Twelve.
1935 uppdaterades Packards mycket konservativa formgivning och för första gången kunde man skymta en antydan av strömlinjeform. Samtidigt förstorades motorn och maxeffekten ökade.
1937 genomfördes den mest omfattande moderniseringen av modellen som nu fick individuell hjulupphängning fram och hydrauliska bromsar. 
I slutet av 1930-talet hade de åttacylindriga motorerna förbättrats så mycket att de gav samma effekt och mjuka gång som en gång drivit fram de flercylindriga. Den stora depressionen hade hållit nere efterfrågan och det gick inte längre att motivera fortsatt tillverkning. Packard avslutade tillverkningen under 1939 och modellen fick ingen efterföljare.

## Motorer
| Modell | Årsmodell | Motor             | Cylindervolym | Effekt | Bränslesystem           |
| ------ | --------- | ----------------- | ------------- | ------ | ----------------------- |
| Twelve | 1932-34   | 12-cyl V-motor sv | 7300 cm³      | 160 hk | Enkel tvåportsförgasare |
| Twelve | 1935-39   | 12-cyl V-motor sv | 7751 cm³      | 175 hk | Enkel tvåportsförgasare |